# Sergueï Kourzanov
Sergueï Mikhaïlovitch Kourzanov (en russe : Сергей Михайлович Курзанов), né le 11 février 1947, est un paléontologue russo-soviétique de l'Institut paléontologique de l'Académie russe des sciences.

## Présentation
Il est surtout connu pour son travail en Mongolie et dans les ex-républiques soviétiques d'Asie centrale. 
En 1976, il annonce la découverte d'Alioramus. 
En 1981, il annonce la découverte d'Avimimus.
En 1998, une espèce de dinosaure iguanodonte de Mongolie a été nommée Altirhinus kurzanovi en son honneur.

### Articles en anglais
- (ru + en) Sergei M. Kurzanov, « A new carnosaur from the Late Cretaceous of Nogon-Tsav, Mongolia », The Joint Soviet-Mongolian Paleontological Expedition Transactions, vol. 3,‎ 1976, p. 93-104.
- (en) Norman, « On Asian ornithopods (Dinosauria, Ornithischia). 3. A new species of iguanodontid dinosaur », Zoological Journal of the Linnean Society, vol. 122, nos 1–2,‎ 1998, p. 291-348 (DOI 10.1006/zjls.1997.0122).

### Ouvrages en anglais
- (en) Luis M. Chiappe et Lawrence M. Witmer, Mesozoic Birds, 5 décembre 2002 (ISBN 9780520200944, lire en ligne).